# GACKT WORLD TOUR 2016 LAST VISUALIVE 最期ノ月 -LAST MOON-
『GACKT WORLD TOUR 2016 LAST VISUALIVE 最期ノ月 -LAST MOON-』(ガクト ワールド ツアー ニセンジュウロク ラスト ビジュアライブ サイゴノツキ ラストムーン)は、GACKTのコンピレーション・アルバム。

## 解説
- ライブ会場のみでの限定発売となっている。8枚目のアルバム『LAST MOON』と同時に購入することで、このCDも購入できた。
- GACKTのアルバムでは、初となるCD2枚組のアルバムである[1]。ステッカーが入っているが、歌詞カードは入っていない。
- 曲順は、『LAST MOON』に収録されている楽曲を基に、アルバムツアー『GACKT WORLD TOUR 2016 LAST VISUALIVE 最期ノ月 -LAST MOON- supported by Nestlé』のセットリストをそのまま再現した全国ツアーリンクアルバム。

## 収録曲

### DISC 1
1. Prologue (5:16)
インストゥルメンタル。
ライブの開演前に、この楽曲が流されていた。
2. Opening (8:17)
インストゥルメンタル。アルバムツアー『GACKT WORLD TOUR 2016 LAST VISUALIVE 最期ノ月 -LAST MOON- supported by Nestlé』の第1部の前に投影されていた「Prologue -決断ノ刻-」のBGMとして使用されていた。
3. ARROW (5:44)
46thシングルの表題曲。ミックス違い(イントロが、前曲と被っている)での収録となった。
4. 花も散ゆ (3:29)
8thアルバム『LAST MOON』収録曲。
5. RETURNER 〜闇の終焉〜 (4:17)
27thシングルの表題曲。
6. RIDE OR DIE (3:28)
44thシングルのカップリング曲。
7. 暁月夜 -DAY BREAKERS- (5:57)
45thシングルの表題曲。
8. 泡沫の夢 (2:39)
インストゥルメンタル。初音源化(12年前に行われた『Gackt Live Tour 2004 THE SIXTH DAY&THE SEVENTH NIGHT』で初披露されていたが、CDには収録されていなかった。)。アウトロが次曲へと繋がっている。
9. 斬 〜ZAN〜 (4:31)
36thシングル「雪月花 -The end of silence-/斬 〜ZAN〜」の2曲目。ミックス違い(イントロがカット)での収録となった。
10. 傀儡が如く (4:07)
8thアルバム収録。
11. 揺籃歌 -LULLING- (2:48)
未発表の新曲。

### DISC 2
1. U+K UNPLUGGED (2:26)
ベストアルバム『THE SEVENTH NIGHT 〜UNPLUGGED〜』収録。ミックス違い(メンバー紹介のアナウンスの追加)での収録となった。
2. ONE MORE KISS (3:47)
43rdシングルのカップリング曲。ミックス違い(イントロの一部がカット)での収録となった。
3. MIRROR (4:55)
3rdシングルの表題曲。本作に収録されているシングル曲の中で最も古い楽曲。本作に収録されているのはベストアルバム『THE SIXTH DAY 〜SINGLE COLLECTION〜』バージョン。
4. U+K (4:21)
1stアルバム『MARS』収録曲。
5. 舞哈BABY!! -WooHa- (4:35)
『LAST MOON』収録曲。アウトロがライブで披露されたバージョンに近いものになっている。
6. 恋のFRIDAY!!! (4:31)
『LAST MOON』収録曲。
7. キミだけのボクでいるから (5:09)
後に47thシングルとしてシングルカットされた。
8. P.S. I LOVE U (6:01)
44thシングルの表題曲。
9. 桃園の誓い (8:19)
インストゥルメンタル。アルバムツアー『GACKT WORLD TOUR 2016 LAST VISUALIVE 最期ノ月 -LAST MOON- supported by Nestlé』の第4部の前に投影されていた「Epilogue -最期ノ月-」のBGMとして使用されていた。
10. 雪月花 -The end of silence- (7:22)
36thシングル「雪月花 -The end of silence-/斬 〜ZAN〜」の1曲目。ミックス違いで、アウトロがピアノが全く異なるものになっている。
11. Ending (4:25)
インストゥルメンタル。アルバムツアー『GACKT WORLD TOUR 2016 LAST VISUALIVE 最期ノ月 -LAST MOON- supported by Nestlé』の第4部の後に投影されていた「Finale -追憶ノ夢-」のBGMとして使用されていた。
12. Epilogue (5:23)
インストゥルメンタル。
ライブの終演後に、この楽曲が流されていた。

## LAST VISUALIVE BGM 参加ミュージシャン
- TAKUMI - サウンドクリエイティブマネージャー
- 神馬譲,大久保昌文 - 編曲
- SHIN - 二胡
- 狩野泰一 - 篠笛
- 佐藤龍史,佐藤翔太 - 和太鼓
- 石垣秀基 - 尺八
- 阿部美緒 - バイオリン
- 新保正博 - ミキシングエンジニアー